# Коштуница, Воислав
Во́ислав Кошту́ница (серб. Војислав Коштуница; род. 24 марта 1944, Белград) — югославский и сербский государственный и политический деятель, последний президент Югославии в 2000—2003 годах. Премьер-министр Сербии в 2004—2008 годах. Основатель и лидер Демократической партии Сербии (1992—2014).

## Биография

#### Ранние годы и образование
Воислав Коштуница родился 24 марта 1944 года в Белграде, где получил начальное и среднее образование.
В 1966 году окончил юридический факультет Белградского университета.
В 1970 году получил степень магистра, в 1974 году — докторскую степень за успешную диссертацию на тему «Институционализированная оппозиция в системе капитализма».
В 1970—1974 годах работал на том же факультете, где учился, однако был уволен оттуда за осторожные антикоммунистические высказывания. С 1974 года работал в Институте социальных наук, с 1981 — в Институте философии и общественной теории в Белграде, одно время был его директором. Специалист в области проблем конституционного права, политической теории и философии. Являлся членом редколлегий и главным редактором ряда юридических и философских журналов, среди которых «Архив юридических и общественных наук», «Философские исследования», «Философия и общество» и «Theoria».

#### Политическая карьера
В 1980-е годы специализировался на защите прав человека, особенно в «Комитете в защиту свободы мысли и слова». Никогда не был членом Союза коммунистов Югославии. В 1989 году вместе с будущим премьер-министром Сербии Зораном Джиджинчем был в числе основателей Демократической партии. В 1992 году после поражения во внутрипартийных выборах Коштуница покинул Демократическую партию из-за несогласия с партийной программой, ставшей, по его мнению, в меньшей степени национально направленной, чем нужно. В том же году основал Демократическую партию Сербии и стал её бессменным председателем до 2014 года. В 1990—1997 годах был депутатом сербского парламента. Находясь в оппозиции, резко критиковал и президента Слободана Милошевича, и международное сообщество, считая политику и тех и других противоречащей национальным интересам Сербии.
Участвовал в президентских выборах 24 сентября 2000 года как кандидат от консолидировавшихся демократических сил страны. Согласно результатам президентских выборов от 28 сентября, Коштуница победил Милошевича и одержал победу в туре выборов, набрав 48,96 % голосов. Милошевич настаивал на проведении второго тура. Это было воспринято в штыки сторонниками Коштуницы, начавшими массовые протесты и выступления и в итоге взявшими под контроль Белград. Многие СМИ назвали эти события «Бульдозерной революцией». На фоне этих событий 7 октября Милошевич подал в отставку с поста президента СРЮ и признал поражение на выборах. Вскоре после этого Федеральный Конституционный Суд СРЮ принял решение о внесении изменения в протокол выборов. По обновлённым результатам выборов от 10 октября, Коштуница набрал 50,2 % голосов, выиграв таким образом выборы и став президентом СРЮ.

#### Деятельность на посту президента СРЮ
Коштуница официально вступил в должность президента СРЮ 7 октября 2000 года.
Милошевич оставил своему преемнику страну, чья экономика сильно страдала ввиду международных санкций, вызванных войнами в Хорватии, Боснии и Косове. После военной операции НАТО «Союзная сила» (март-июнь 1999 года) СРЮ перестала контролировать ситуацию в Косове. В дополнение к этому имелась возможность выхода из СРЮ Черногории. Как президент, Коштуница пытался облегчить трудное положение дел в экономике СРЮ, начать процесс евроинтеграции страны, добиться приемлемого для СРЮ решения вопросов вокруг Косова и не допустить выхода из состава федерации Черногории. Экономические санкции в отношении СРЮ начали постепенно сходить на нет после того, как в 2001 году администрация премьер-министра Сербии Джинджича выдала Гаагскому трибуналу Милошевича. Сам Коштуница негативно относился к этому решению, но не смог помешать ему. Среди немногочисленных успехов его президентства было принятие СРЮ в ООН (1 ноября 2000 года). Какого-либо прогресса в деле выгодного для СРЮ решения косовского вопроса при Коштунице не было. Безрадостным было и положение в Черногории, которая в 2000 году отказалась от единой валюты СРЮ и ввела на своей территории немецкую марку, а с 2002 года начала настаивать на превращении СРЮ в ещё более несплочённую страну-конфедерацию. В итоге 4 февраля 2003 года СРЮ была реорганизована в Государственный союз Сербии и Черногории (ГССЧ). 7 марта того же года Коштуница прекратил исполнять обязанности президента СРЮ. Сама эта должность была упразднена и заменена на должность президента ГССЧ, которую занял черногорский политик Светозар Марович.

#### Деятельность на посту премьер-министра Сербии
На пост премьер-министра Сербии вступил 3 марта 2004 года после внеочередных выборов 28 декабря 2003 года. Коштуница сформировал кабинет меньшинства, опирающийся на поддержку социалистов. Представляя правительственную программу в парламенте, подчеркнул основные приоритеты своей политики: решение проблемы статуса сербов в Косово, сербско-черногорские отношения в рамках конфедерации, институциональные реформы, борьба против коррупции и экономические вопросы. Заявил, что будет вести страну к интеграции в Европейский союз, добавив: «для Сербии и Черногории на нынешний момент нет альтернативного пути, кроме пути в Европу». При его премьерстве в 2006 году ГССЧ прекратил своё существование, и Сербия стала полностью независимым государством. Крайне негативно относился к провозглашению независимости Косова в феврале 2008 года. 10 марта 2008 года Воислав Коштуница заявил о своём уходе в отставку, заявив о невозможности дальнейшего функционирования правительства в связи разногласиями в коалиции по косовскому вопросу (Коштуница настаивал на отказе от сближения с Евросоюзом, если тот поддержит независимость Косова, тогда как большинство членов правительства продолжали занимать проевропейскую позицию). 7 июля того же года окончательно ушёл в отставку.

#### Деятельность после премьерства
В октябре 2014 года вышел из Демократической партии Сербии. Через месяц вошёл в число соучредителей «Движения за государственность Сербии».

## Семья и личная жизнь
Жена — Зорица Радович (? — 2015), доктор юридических наук. Коштуница и Радович поженились в 1976 году. Детей у них не было.
Считает себя умеренным националистом, довольно близким по взглядам к Шарлю де Голлю. Поддерживает позитивные отношения с руководством Сербской православной церкви, которая поддержала его во время поствыборного кризиса в 2000 году. Владеет английским, французским и немецким языками. Является членом Сербского ПЕН-центра.

## Награды

#### Югославские
- Орден Югославии[серб.] (СРЮ, 7 октября 2000)

#### Иностранные
- Орден Республики Сербской на ленте (Республика Сербская, 2012)[4]
- Кавалер Большого креста с лентой ордена «За заслуги перед Итальянской Республикой» (Италия, 14 января 2002))[5]

#### Конфессиональные
- Орден Преподобного Сергия Радонежского II степени (РПЦ, 2005)

## Сочинения
- Защитить Косово = Одбрана Косова. — М. : Экономика, 2010. — 277, [2] с. : портр. ISBN 978-5-282-03059-4